# Liste des députés européens d'Estonie de la 8e législature

Cet article présente la liste des députés européens d'Estonie de la 8e législature (2014-2019).

## Liste
| Nom                                                                     | Parti                                                    | Groupe parlementaire européen | Portrait        |
| ----------------------------------------------------------------------- | -------------------------------------------------------- | ----------------------------- | --------------- |
| Marju Lauristin                                                         | Parti social-démocrate (SDE) Sotsiaaldemokraatik Erakond | S&D                           | Marju Lauristin |
| Tunne Kelam                                                             | Isamaa                                                   | PPE                           | Tunne Kelam     |
| Urmas Paet À partir du 3 novembre 2014 en remplacement d'Andrus Ansip   | Parti de la réforme d'Estonie (ER) Eesti Reformierakond  | ADLE                          | Urmas Paet      |
| Urmas Paet À partir du 3 novembre 2014 en remplacement d'Andrus Ansip   | Parti de la réforme d'Estonie (ER) Eesti Reformierakond  | ADLE                          | Andrus Ansip    |
| Igor Gräzin À partir du 5 septembre 2018 en remplacement de Kaja Kallas | Parti de la réforme d'Estonie (ER) Eesti Reformierakond  | ADLE                          | Igor Gräzin     |
| Igor Gräzin À partir du 5 septembre 2018 en remplacement de Kaja Kallas | Parti de la réforme d'Estonie (ER) Eesti Reformierakond  | ADLE                          | Kaja Kallas     |
| Yana Toom                                                               | Parti du centre d'Estonie (EK) Eesti Keskerakond         | ADLE                          | Yana Toom       |
| Indrek Tarand                                                           | Indépendant                                              | Verts/ALE                     | Indrek Tarand   |

## Représentation politique
| Groupe | Groupe                                                                    | Sièges | +/-           |
| ------ | ------------------------------------------------------------------------- | ------ | ------------- |
|        | Groupe du Parti populaire européen                                        | 1 / 6  | en stagnation |
|        | Alliance progressiste des socialistes et démocrates au Parlement européen | 1 / 6  | en stagnation |
|        | Conservateurs et réformistes européens                                    | 0 / 6  | en stagnation |
|        | Alliance des démocrates et des libéraux pour l'Europe                     | 3 / 6  | en stagnation |
|        | Groupe des Verts/Alliance libre européenne                                | 1 / 6  | en stagnation |
|        | Gauche unitaire européenne/Gauche verte nordique                          | 0 / 6  | en stagnation |
|        | Europe de la liberté et de la démocratie directe                          | 0 / 6  | en stagnation |
|        | Europe des nations et des libertés                                        | 0 / 6  | en stagnation |
|        | Non-inscrits                                                              | 0 / 6  | en stagnation |